# Jaroslav Schnerch
Jaroslav Schnerch (13. září 1943 Olomouc – 14. července 2023) byl český spisovatel a básník.

## Dílo
Jaroslav Schnerch je autorem poezie. Knižně vyšlo:
- Sčítání (básně, ilustrace Ilja Sainer; nákladem vlastním, 1993)
- Slova na lodyhách (ilustrace Ilja Sainer, 1994)
- Odlety navždy (1998)
- Radost nejezdí vždycky na bílém koni (ilustrace Miroslav Bochňák; Dobřejovice, Alfa-Omega, 1999)
- Mrtvé ryby v hloubce neplavou (ilustrace, obálka Miroslav Bochňák; Praha, Alfa-Omega, 2000)
- Pouzdro pro slavíky (Tábor, Půlnoc, 2000)
- Muž v hořící plástvi (ilustrace, obálka Miroslav Bochňák; Dobřejovice, Alfa-Omega, 2002)
- Pírkem na hranatá ústa (ilustrace Miroslav Bochňák; Praha, Alfa-Omega, 2004)
- Devátá výstraha (Praha, Protis, 2006)
- V krajině srdce soutok (aneb,Mělnický rok, ilustrace a obálka Miroslav Bochňák; Dobřejovice, Alfa-Omega, 2006)
- Vytaženo ze zašlých rámů (Dobřejovice, Alfa-Omega, 2009)
- Otisky kdekoliv (ilustrace Eva Růtová; Dobřejovice, Alfa-Omega, 2011)
- Čas ticha voní u zdi (Dobřejovice, Alfa-Omega, 2012)
- Ano - ne (V Praze, nákladem vlastním, 2013)
- Těkavé bytosti v zahradách (ilustrace Eva Růtová; Broumov, V. Kopecká, 2014)
- Vrásky pod kůží (Broumov, V. Kopecká, 2016)
- Týden nebyl ukončen (Broumov, V. Kopecká, 2017)
- Kdo usrkuje horký hněv (Broumov, V. Kopecká, 2020)

## Ocenění
- 1995–1997 – ocenění na soutěži Šrámkova Sobotka[2]
- 1997 – Literární Šumava, poezie (nad 25 let), čestné uznání.
- 1998 – Literární Varnsdorf, poezie, čestné uznání
- 1998 – 3. místo v ocenění pro mladé básníky Mělnický pegas. V letech 2005–2009 byl členem poroty této soutěže.[3]